# 佳能 EOS 1100D
佳能 EOS 1100D是佳能在2011年2月7日推出的一款1220万像素的数码单镜反光相机。它在日本市场被称作EOS Kiss X50，在美国和加拿大市场被称作EOS Rebel T3。EOS 1100D是佳能入门级数位单反相機中第一款具有影片拍攝模式（720P HD）的產品。它是佳能 EOS 1000D的替代產品。